# Cyriacus (Heiliger)

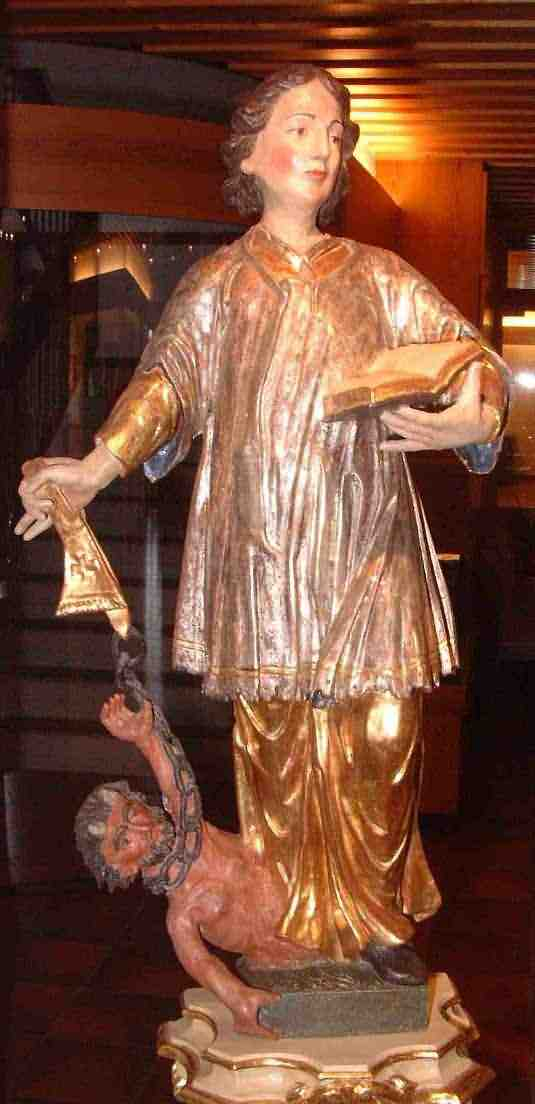
Cyriakus (Barockfigur)

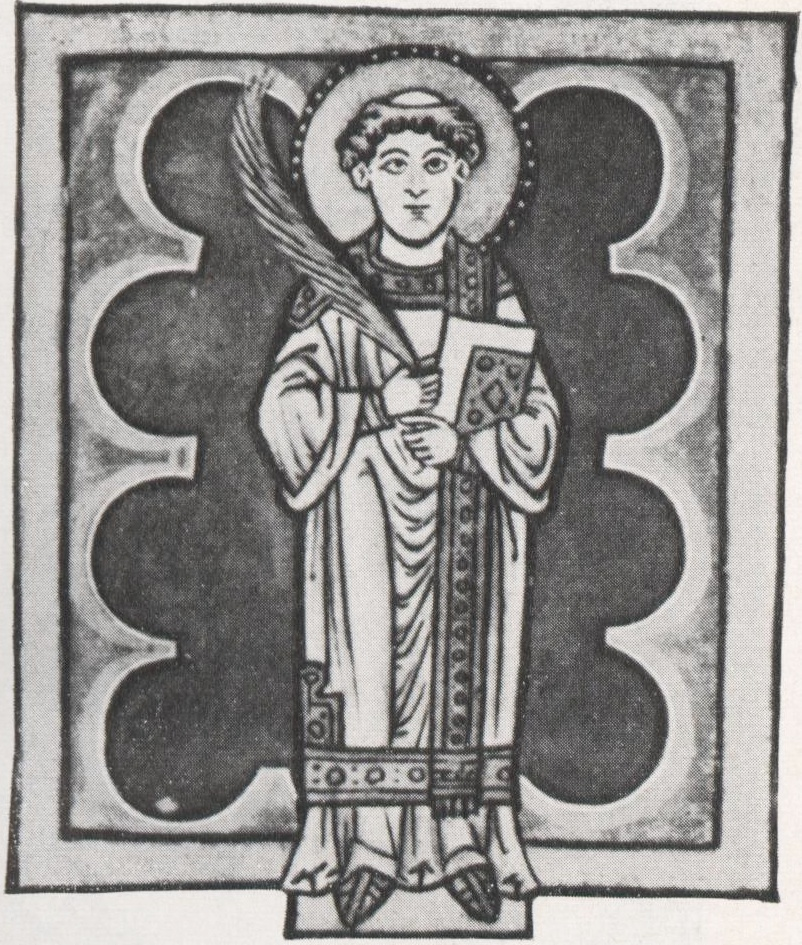
St. Cyriakus im Speyerer Evangelistar aus Worms-Neuhausen, 1197

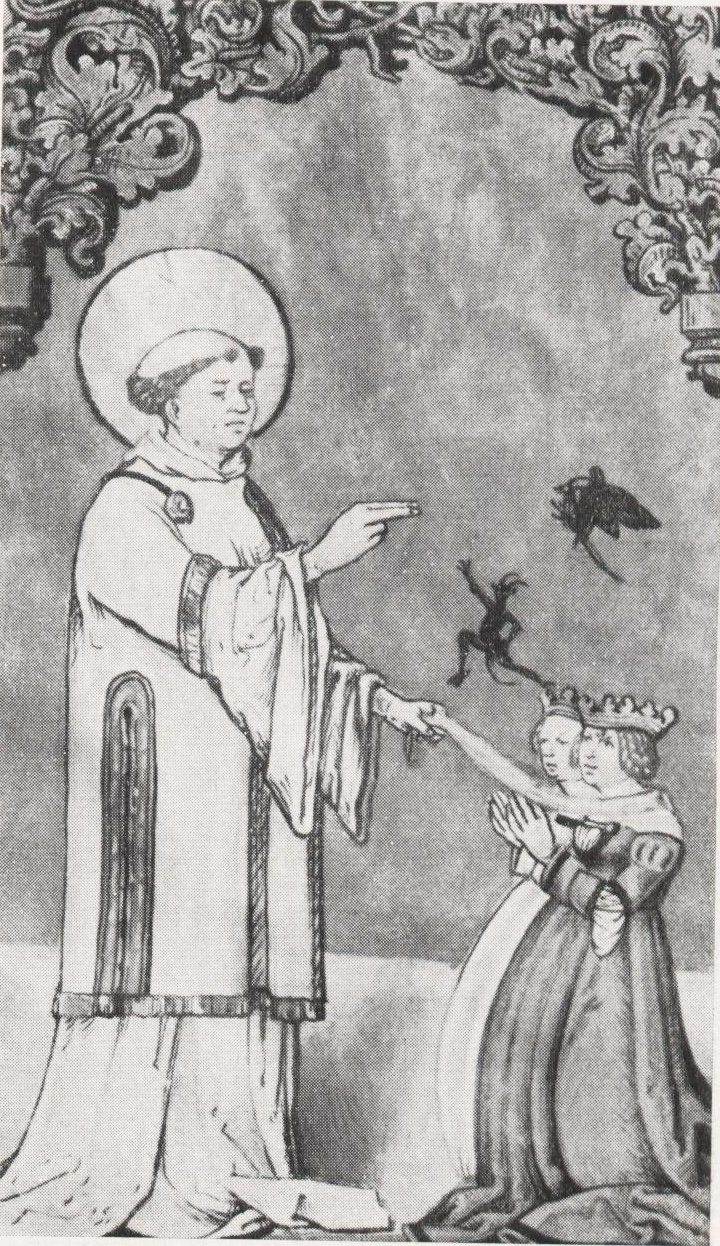
St. Cyriakus heilt die Königstochter; Miniatur aus dem Statutenbuch des Cyriakusstifts Worms, 1507

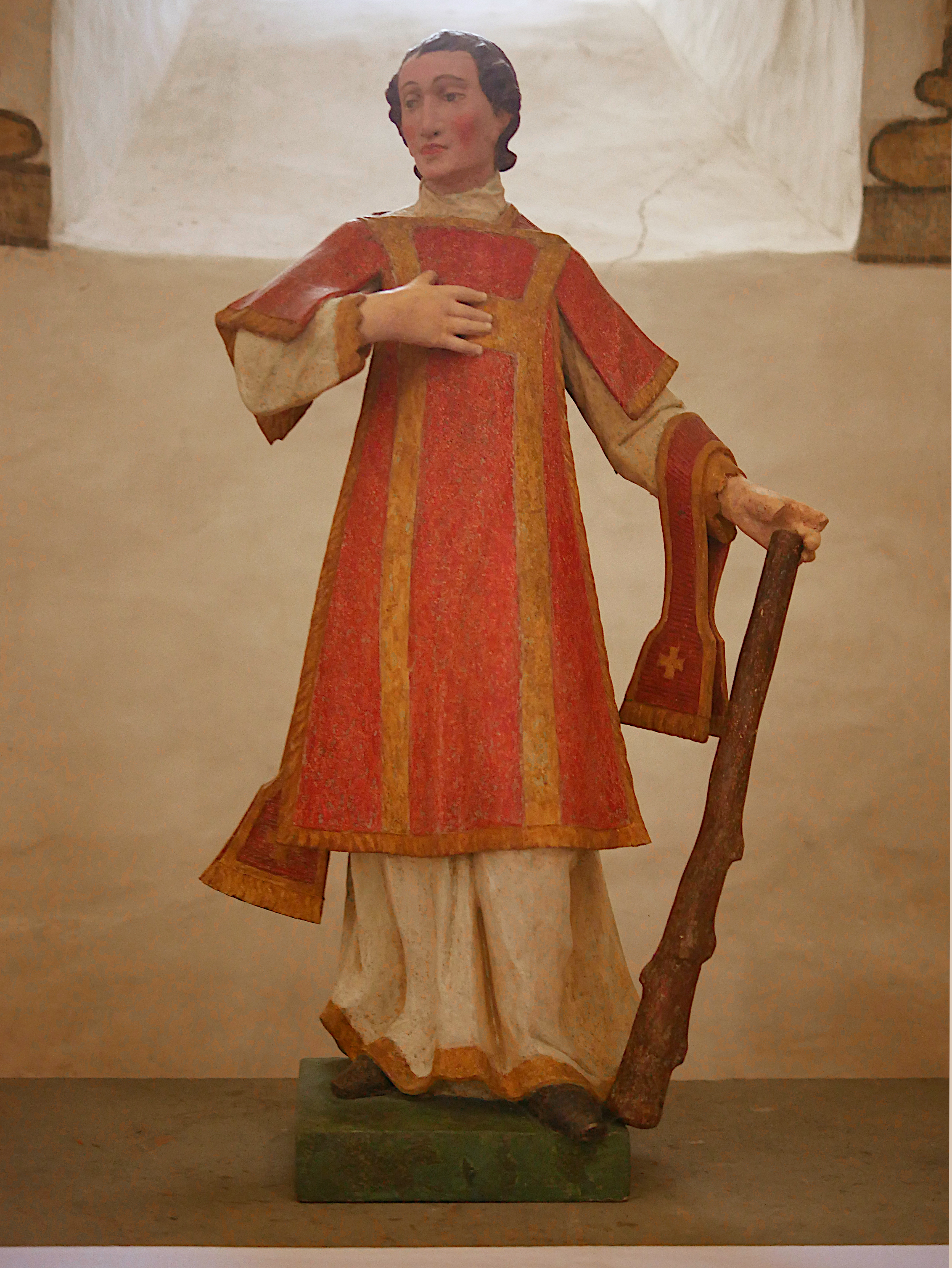
Figur des Hl. Cyriakus in St. Cyriakus (Berghausen)

Cyriacus (griechisch Κυριακός Kyriakós, von κύριος „Herr“, auch Cyriak, Cyriakus; † um 303 in Rom durch Enthauptung) war ein Diakon aus der Zeit der Christenverfolgung in Rom, der in der katholischen und der orthodoxen Kirche als Märtyrer gilt und als Heiliger verehrt wird. Sein Name bedeutet „dem Herrn gehörig“. Katholischer Gedenktag ist der 8. August. Cyriacus zählt zu den Vierzehn Nothelfern.

## Leben
Genauere Einzelheiten über das Leben des Cyriacus sind kaum bekannt, das meiste sind Legenden. Er wird allerdings mehrmals in den römischen Märtyrerakten erwähnt, was für seine Historizität sprechen könnte. Überliefert ist, dass Cyriacus um das Jahr 300 durch Papst Marcellinus zum Diakon geweiht worden sein soll. Diakone waren in der Spätantike die Stellvertreter und Verwaltungschefs eines Bischofs, vergleichbar einem heutigen Generalvikar, ihnen unterstand die Verwaltung des Bistums und in dieser Funktion auch die kirchliche Sorge für Witwen und Bedürftige.
Bekannt ist auch, wo Cyriacus begraben wurde, diese Stätte existiert allerdings nicht mehr. Nach der Überlieferung des Klosters Lorsch wurden seine Gebeine im Jahr 847 in die später durch Kriegshandlungen mehrfach zerstörte Stiftskirche St. Cyriacus in Neuhausen bei Worms überführt. Die Gebeine wurden als Reliquien in verschiedene Kirchen verteilt, zum Teil durch Leo X. ins Elsass (zum Beispiel nach Altdorf), von wo aus sich bereits im 10. oder 11. Jahrhundert die Cyriakus-Verehrung ausgebreitet hatte.

## Legende
Möglicherweise war Cyriacus auch ein aus Alexandrien stammender Arzt oder Exorzist. Die Legende berichtet, dass er die Tochter des Kaisers Diokletian von einer Besessenheit geheilt habe. Als Dank habe ihm der Kaiser ein Haus geschenkt, in dem Cyriacus auch eine Kapelle einrichtete und wo er lange Jahre gewirkt hat. Obwohl es auch bei Diokletian viele Christenverfolgungen gab, wurde in dieser Zeit Cyriacus, offensichtlich wegen der Heilung der Kaisertochter, verschont. Bei den Christenverfolgungen des Mitkaisers Maximian wurde Cyriacus mit seinen Gefährten gefangen und starb den Märtyrertod: Zuerst wurden sie mit siedendem Öl übergossen und anschließend enthauptet. Das Haus, welches ihm Kaiser Diokletian geschenkt hatte, wurde konfisziert.

## Darstellung
In der Folge dieser Legende von der Heilung der Kaisertochter wird Cyriacus, der zu den vierzehn Nothelfern zählt, häufig mit einem Teufel dargestellt, den der Heilige gefesselt an einer Kette führt. Häufig wird er aber, gerade auch auf Bildern der vierzehn Nothelfer, als Diakon (erkennbar am Gewand des Diakons, der Dalmatik) mit der Palme der Märtyrer in der Hand dargestellt. Schließlich finden sich in Anspielung auf die Heilung der Tochter Diokletians Darstellungen mit einer meist gekrönten weiblichen Gestalt.

## Patron und Rezeption
Der heilige Cyriacus soll vor allem vor Frost und schlechtem Wetter schützen, deshalb war er sehr bald der Schutzpatron der Winzer überall in den Weinbaugebieten, vor allem in der Pfalz, sehr verbreitet. Er war Patron des Kirchenstaates, des Fürstentums Castiglione sowie der Städte Bottrop und Gernrode. Cyriacus wird gegen böse Geister, Besessenheit, Versuchung und Skrupel angerufen. Ungeachtet des überlieferten Todestages 16. März feiert die römisch-katholische Kirche das Fest des Heiligen am 8. August. Als Vorname ist Cyriacus sehr selten; bekannte Namensträger sind der italienische Humanist Cyriacus von Ancona, der lutherische Kontroverstheologe Cyriacus Spangenberg und der deutsche Kirchenlieddichter Cyriakus Günther. Cyriakus ist weiterhin als Nachname im Gebrauch, ebenso eingedeutschte Formen (Zeyer, Zeyher, Zeiher).
Cyriacus sind zahlreiche Kirchen (→ Cyriakuskirche) sowie einige Klöster (→ Stift Sankt Cyriakus) und Burgen (→ Zitadelle Cyriaksburg) geweiht.
Die Schlacht bei Kitzingen am 8. August 1266 wurde nach dem Heiligen auch Cyriakus-Schlacht genannt. Im Hochstift Würzburg gedachte man des Sieges über die Grafen von Henneberg in späteren Jahrhunderten mit einer Prozession, bei der das „Cyriakuspanier“, das während des Gefechts wehte, vorangetragen wurde.
Der Marburger Stadtteil Cyriaxweimar ist nach dem heiligen Cyriacus benannt. Eine ehemalige Kapelle am Ortsrand, die Hainskirche, dürfte ihm geweiht gewesen sein. Cyriax war dort und in einigen Dörfern der Umgebung noch im 17. und 18. Jahrhundert als Vor- und Familienname gebräuchlich (auch in Schreibungen wie Ciliox, Ciliax, Cyriaks  oder Ziliox).